# Auguste Baison

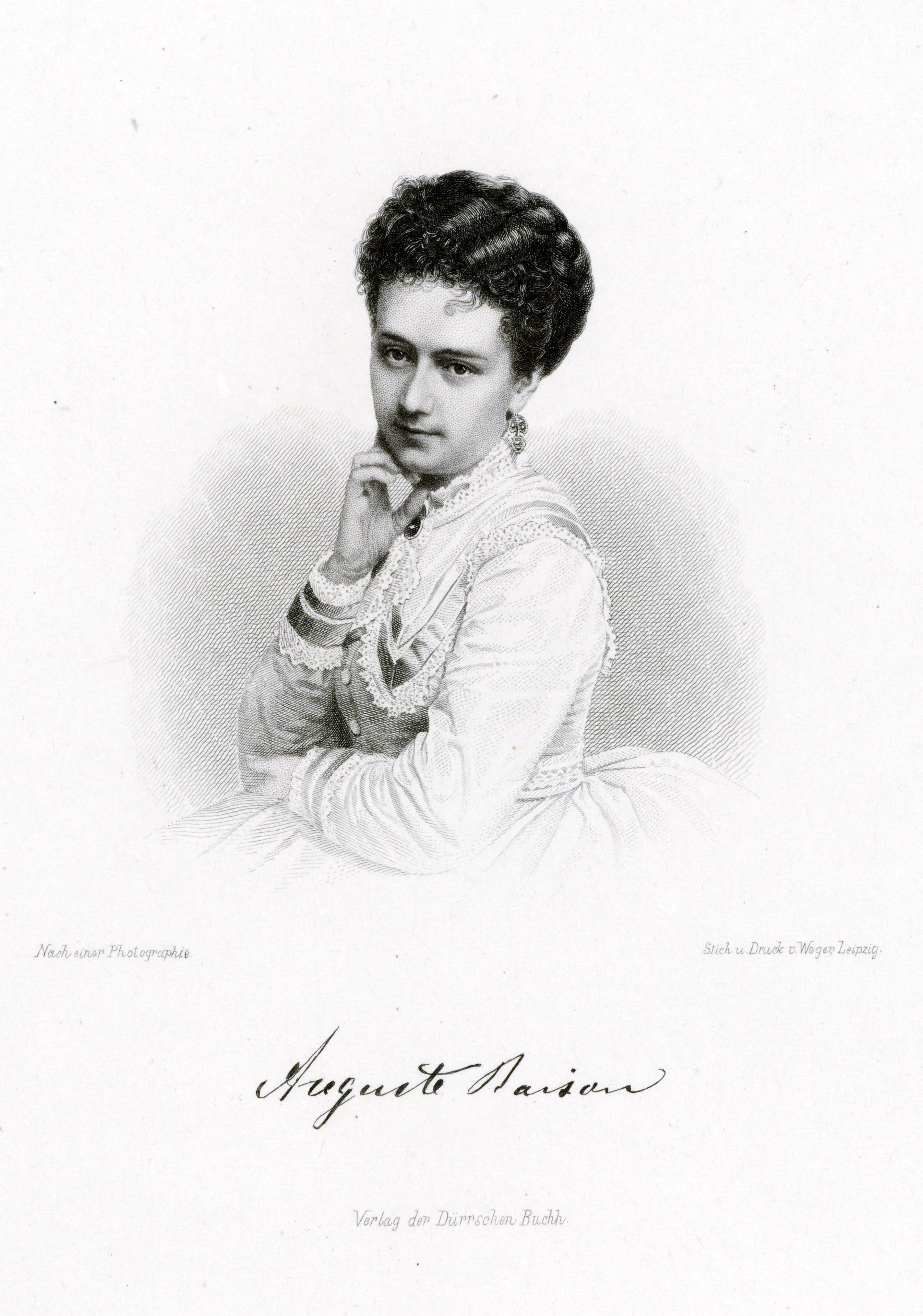
Auguste Baison von August Weger (1823–1892).

Auguste Baison, verehelichte Auguste Hofmann (* 1. Juni 1846 in Frankfurt am Main; † 4. Oktober 1916 in Berlin-Wilmersdorf) war eine deutsche Theaterschauspielerin.

## Leben
Baison, Tochter von Jean Baptist und Caroline Baison, wurde von ihrem Vater für die Theaterlaufbahn vorbereitet. Sie betrat in Kinderrollen im Jahre 1858 zum ersten Mal am Prager deutschen Landestheater die Bühne.
Nachdem sie dort zwei Jahre tätig gewesen und an die Rolle der „jugendlichen Liebhaberin“ herangeführt worden war, wurde sie 1860 an das Victoria-Theater in Berlin verpflichtet, das ihr die Aneignung weiterer Rollenfächer ermöglichte, bis sie 1862 in den Verband des Carltheaters Wien trat. Julie Rettich bildete sie hier weiter aus. Sie blieb ein Jahr in Wien, nahm 1863 ein Engagement in Bremen an, darauf 1864 eines in Nürnberg, 1865 in Mainz und 1866 bis 1868 am Hoftheater in München, wo sich Karl Jenke ihrer annahm. Von dort wurde sie zu einem längeren Gastspiel, zunächst als „Louise“ in Kabale und Liebe, ans Hoftheater St. Petersburg berufen, das ihr den Titel „kaiserlich-russische Hofschauspielerin“ verlieh.
Nach Deutschland zurückgekehrt, erschien sie fortan nur noch als Gast in Königsberg, Danzig (1869), Prag, Straubing (1870), Breslau (1871, als „Deborah“ und als „Maria Stuart“), Mannheim, Köln und Augsburg, bis sie, in ihrer Vaterstadt angelangt, sich entschloss, daselbst ein längeres Engagement im Tragödinnen-Fach anzunehmen. Am 25. Dezember 1872 beging Auguste Baison als „Maria Stuart“ ihren offiziellen Bühnenabschied in Frankfurt.
Sie hatte aufgehört, weil ihr Regisseur Schweigert sie zu sehr auf das eine Fach festgelegt hatte, das sie künstlerisch nicht ausfüllte. Sie nahm kein neues festes Engagement an einer anderen Bühne an, um nicht von ihrem ebenfalls schauspielenden Mann getrennt zu sein. Sie gab nur noch unverbindliche Gastspiele. Das Umherziehen gefiel ihr allerdings nicht. Im März 1878 gastierte sie in Stettin, während ihr Gatte wieder am Städtischen Theater in Frankfurt angestellt war. Deshalb bat sie den Intendanten Otto Devrient, auf ihre große Verbundenheit mit der Stadt hinweisend, sie ins Ensemble aufzunehmen. Nach weiteren Jahren des Gastierens, in denen ihr in ihren besonders zu Frankfurter Zeiten entwickelten Glanzrollen „Maria Stuart“, „Deborah“, „Medea“ und „Sappho“ Anerkennung zuteilgeworden war, ließ sie sich um 1897/98 in Berlin nieder, wo sie noch mehrmals innerhalb der Stadt umzog, ehe sie um 1906/1907 im Bayerischen Viertel heimisch wurde. Bis 1912 war sie noch als Gelegenheitsschauspielerin, Dramatische Lehrerin und Rezitatorin aktiv.
Verheiratet war sie mit dem ebenfalls in Frankfurt am Main geborenen Schauspieler Jean Hofmann; die Ehe wurde später geschieden. Ihre beiden Töchter wirkten am Deutschen Theater Berlin. Sie war die Schwiegermutter des Heldentenors Ernst Kraus (1863–1941).

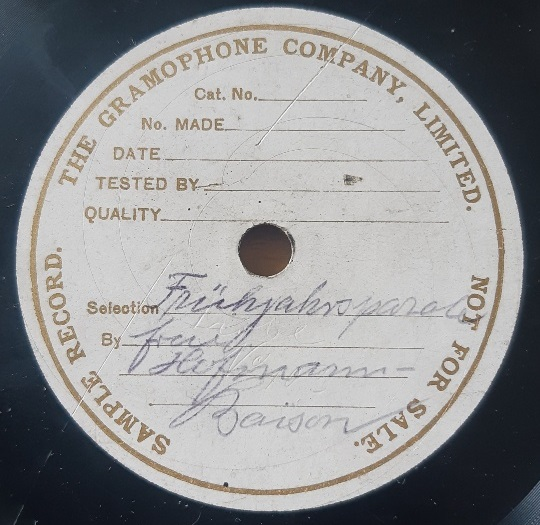
Schallplatte von Auguste Hofmann-Baison

Ihre Stimme ist durch eine Privataufnahme bei der Gramophone Company dokumentiert.